# Robert Howard (död 1436)
Sir Robert Howard, sonsons sonson till stamfadern Sir William Howard, förvärvade åt sin släkt anspråk på gods och titlar genom sitt giftermål (troligen på 1420-talet) med en dotter till Thomas de Mowbray, Hertig av Norfolk, och deras son John Howard.
John Howard blev 1470 Baron Howard och 1483 Hertig av Norfolk. Med honom erhöll också ätten det hedersämbete som riksmarskalk (Earl Marshal), vilket där sedan gått i arv och ännu innehas av dess huvudman. Huvudmannens arvtagare bär titeln Earl av Arundel och Surrey.